# Georg Warnecke
Georg Warnecke (* 28. April 1883 in Altona; † 20. September 1962 in Hamburg) war ein deutscher Landgerichtsdirektor und Entomologe.

## Leben und Werk
Nach einem mehrsemestrigen Zoologiestudium wechselte Warnecke ins Fach Rechtswissenschaft und schlug nach erfolgreichem Studienabschluss eine juristische Laufbahn ein, die er als Landgerichtsdirektor in Kiel abschloss.
Parallel zu seinem Beruf beschäftigte er sich weiter mit zoologischen Fragestellungen, vor allem mit Ornithologie und Entomologie, hier speziell mit Lepidopterologie. Auf diesem Gebiet wurde er mit über 450 Veröffentlichungen in der Fachwelt weltweit geachtet. Sein Hauptinteresse galt Fragen der Faunistik, beispielsweise dem Artenbestand der Umgebung von Hamburg, des Niederelbegebiets, Schleswig-Holsteins sowie der Inseln Sylt und Helgoland. Außerdem befasste er sich mit Themen wie allgemeine Verbreitung, Wanderverhalten, Entstehung boreoalpiner Arten, Klärung von Artengruppen und Formen, Systematik und Neubeschreibungen von Schmetterlingen.
Neben seinen rein wissenschaftlichen Aktivitäten hat es Warnecke auch stets verstanden, sein Wissen einer breiteren Öffentlichkeit zu vermitteln und gleichzeitig für den Naturschutz zu werben. So hat er mit seinen in deutscher und niederländischer Sprache verfassten Büchern „Welcher Schmetterling ist das?“ bzw. „Onze Vlinders“ interessierte Laien mit der Welt der Schmetterlinge vertraut gemacht und ihnen Bestimmungshilfen vermittelt.

## Auszeichnungen und Ehrungen
- Die Universität Hamburg hat die Bedeutung Warneckes durch die Promotion zum „Doktor der Naturwissenschaften ehrenhalber“ gewürdigt.
- Anlässlich seines 75. Geburtstages wurde ihm das Bundesverdienstkreuz I. Klasse verliehen.[5]
- Eine Unterart des Eulenfalters Heliothis maritima wurde ihm zu Ehren ssp. warneckei benannt. Die Art wurde später mit dem deutschen Namen Warneckes Heidemoor-Sonneneule bezeichnet.
- Warnecke war Ehrenmitglied einer Vielzahl wissenschaftlicher Vereinigungen im In- und Ausland.